# Cosmophasis tricincta
Cosmophasis tricincta är en spindelart som beskrevs av Simon 1910. Cosmophasis tricincta ingår i släktet Cosmophasis och familjen hoppspindlar. Inga underarter finns listade i Catalogue of Life.